# Azarori
Azarori este o comună rurală din departamentul Madaoua, regiunea Tahoua, Niger, cu o populație de 13.873 de locuitori (2001).